# 昌邑市
昌邑市（しょうゆう-し）は、中華人民共和国山東省濰坊市に位置する県級市。紡績加工業が盛んである。

## 行政区画
- 街道：奎聚街道、都昌街道、囲子街道
- 鎮：柳疃鎮、竜池鎮、卜荘鎮、飲馬鎮、北孟鎮、下営鎮